# Kurudampalayam
Kurudampalayam là một thị trấn thống kê (census town) của quận Coimbatore thuộc bang Tamil Nadu, Ấn Độ.

## Nhân khẩu
Theo điều tra dân số năm 2001 của Ấn Độ, Kurudampalayam có dân số 13.129 người. Phái nam chiếm 54% tổng số dân và phái nữ chiếm 46%. Kurudampalayam có tỷ lệ 76% biết đọc biết viết, cao hơn tỷ lệ trung bình toàn quốc là 59,5%: tỷ lệ cho phái nam là 82%, và tỷ lệ cho phái nữ là 68%. Tại Kurudampalayam, 9% dân số nhỏ hơn 6 tuổi.